# Union des forces pour le changement et la démocratie
 (février 2019).
Si vous disposez d'ouvrages ou d'articles de référence ou si vous connaissez des sites web de qualité traitant du thème abordé ici, merci de compléter l'article en donnant les références utiles à sa vérifiabilité et en les liant à la section « Notes et références ».
L'Union des forces pour le changement et la démocratie (UFCD) est un mouvement politico-militaire tchadien créé en mars 2008 par des dissidents de l'Union des forces pour la démocratie et le développement (UFDD) du général Mahamat Nouri. 
Il a pour président le colonel Adouma Hassaballah.
Et son coordinateur le Colonel Abdoulaye Malick Adam
Le 24 janvier 2009, l'UFCD forme avec sept autres mouvements rebelles tchadiens une coalition, l'UFR.